# Unterbörsch
Unterbörsch ist ein Wohnplatz in der Gemeinde Kürten im Rheinisch-Bergischen Kreis.

## Lage und Beschreibung
Unterbörsch liegt abseits der überörtlichen Straßen an einer Sackgasse hinter den Ortsteilen Oberbörsch und Hähn am südwestlichen Rand von Kürten auf einem Höhenzug.
Der Name Börsch bedeutet oberhalb des Börschbachs gelegen. bos oder bors bedeutet sumpfiges oder trübes Wasser. Eine alternative Deutung ist Bösch, was Busch bedeutet. Mundartlich spricht man von op dr Bö’esch.

## Geschichte
Die Topographia Ducatus Montani des Erich Philipp Ploennies, Blatt Amt Steinbach, belegt, dass der Wohnplatz 1715 als Dorf ohne Kirche kategorisiert wurde und mit n. Bursch bezeichnet wurde. Aus der Charte des Herzogthums Berg 1789 von Carl Friedrich von Wiebeking geht hervor, dass Unterbörsch zu dieser Zeit Teil der Honschaft Engelsdorf im Kirchspiel Kürten im bergischen Amt Steinbach war und Burscheid genannt wurde. Unter der französischen Verwaltung zwischen 1806 und 1813 wurde das Amt Steinbach aufgelöst und Unterbörsch wurde politisch der Mairie Kürten im Kanton Wipperfürth zugeordnet. 1816 wandelten die Preußen die Mairie zur Bürgermeisterei Kürten im Kreis Wipperfürth. Unterbörsch zählte 1845 10 Gebäude und 82 Einwohner katholischen Glaubens. Unterbörsch gehörte zum Kirchspiel Kürten.
In der Aufstellung des Königreichs Preußens für die Volkszählung 1885 wurde Unterbörsch aufgeführt als Wohnplatz der Landgemeinde Kürten. Zu dieser Zeit wurden 20 Wohnhäuser mit 84 Einwohnern gezählt. In der Preußischen Uraufnahme wird der Ort mit Unterbusch bezeichnet. Ab der Preußischen Neuaufnahme von 1893–1896 ist der Ort auf Messtischblättern regelmäßig als Unterbörsch verzeichnet. Im Jahr 1905 zählt der Ort 14 Wohnhäuser mit 58 Einwohnern.